# إثيل ريتشاردسون
إثيل ريتشاردسون (بالإنجليزية: Henry Handel Richardson) (و. 1870 – 1946 م) هي كاتِبة، وكاتبة سيناريو، وروائية من أستراليا، والمملكة المتحدة لبريطانيا العظمى وأيرلندا، ولدت في ملبورن، توفيت عن عمر يناهز 76 عاماً.

## التعليم
تعلمت في Presbyterian Ladies' College, Melbourne ‏.

## جوائز وترشيحات
حصلت على جوائز منها:

ALS Gold Medal ‏ (1929)
ترشحت لـ:
جائزة نوبل في الأدب (1939).

## وصلات خارجية
- إثيل ريتشاردسون على موقع IMDb (الإنجليزية)
- إثيل ريتشاردسون على موقع الموسوعة البريطانية (الإنجليزية)
- إثيل ريتشاردسون على موقع قاعدة بيانات الفيلم (الإنجليزية)
- إثيل ريتشاردسون في قاعدة بيانات الأفلام على الإنترنت